# Contea di Rockcastle
La contea di Rockcastle in inglese Rockcastle County è una contea dello Stato del Kentucky, negli Stati Uniti. La popolazione al censimento del 2000 era di 16 582 abitanti. Il capoluogo di contea è Mt. Vernon